# Germanischer Lloyd
Der Germanische Lloyd SE war als international tätige Klassifikationsgesellschaft ein technisches Dienstleistungsunternehmen mit Sitz in Hamburg. Der Konzern setzte mit rund 6900 Beschäftigten an über 200 Standorten in über 80 Ländern zuletzt rund 740 Millionen Euro um (Stand 31. Dezember 2010). Zum 12. September 2013 schlossen sich die beiden bisherigen Konkurrenten Det Norske Veritas (DNV) und Germanischer Lloyd (GL) zusammen und gingen in der neuen DNV GL Group auf, die sich seit März 2021 nur noch DNV nennt. An 300 Standorten wurden rund 17.000 Mitarbeiter beschäftigt, der Jahresumsatz betrug etwa 2½ Milliarden Euro.
Wettbewerber waren unter anderem Bureau Veritas (Frankreich), American Bureau of Shipping (USA), Lloyd’s Register of Shipping (Großbritannien) und Société Générale de Surveillance (Schweiz). Das 1867 gegründete Unternehmen blickte auf eine lange Tradition als Schiffsklassifikationsgesellschaft zurück, hatte aber insbesondere durch Zukäufe zuletzt sein Industriegeschäft stark ausgebaut.

## Geschäftsfelder
Die GL-Group war schwerpunktmäßig in den drei Geschäftsfeldern Schifffahrt (Germanischer Lloyd), Öl und Gas (GL Noble Denton) und Erneuerbare Energien (GL Garrad Hassan sowie GL Renewables Certification) tätig. Die Schifffahrtssparte trug zuletzt noch knapp die Hälfte zum Gesamtumsatz bei.

### Schifffahrt
Die Schifffahrtssparte des Germanischen Lloyd umfasste schwerpunktmäßig die Schiffsklassifikation und die Beratungsdienstleistungen, die unter dem Begriff Maritime Solutions gefasst sind. Zum ursprünglichen GL-Arbeitsfeld, der Klassifikation, zählten u. a. die Abnahme von Neubauten und die Überprüfung der fahrenden Flotte nach internationalen Sicherheits- und Umweltstandards. Insgesamt fuhren über 7000 Schiffe mit einer Tonnage von mehr als 100 Millionen Tonnen unter GL-Klasse. Bei Containerschiffen hatte der GL, der weltweit zu den fünf größten Klassifikationsgesellschaften zählte, einen Marktanteil von über 40 Prozent. Der Fokus der Maritime Solutions lag im Wesentlichen auf dem Thema Effizienzsteigerung: Die GL-Ingenieure berieten die Schifffahrtsbranche u. a. in Sachen Schiffsdesign, Rumpfoptimierung, Motormanagement und Routenplanung, begleiteten die Entwicklung innovativer Technologien und boten zur Optimierung des Schiffsbetriebs spezielle Software und Schulungen an. Ziele waren geringere Brennstoffkosten und weniger Emissionen, um die Einhaltung der immer strenger werdenden internationalen Regeln zum Umweltschutz zu gewährleisten. Das hier angegliederte Tochterunternehmen FutureShip beschäftigt sich mit der Entwicklung von effizienten Schiffsdesigns und der Optimierung durch Simulationsprogramme. Die Grundlagenforschung war bei der Abteilung Strategische Forschung und Entwicklung angesiedelt, die etwa Studien über besonders effiziente Containerschiffe und Tanker vorgelegt hat.
Schiffe, die vom Germanischen Lloyd vermessen sind, tragen die Lettern GL an den Ladelinien (Plimsoll-Marke) mittschiffs.

### Öl und Gas
Die Unternehmenssparte ist aus der Fusion der bisherigen Industriesparte des GL mit diversen übernommenen Unternehmen entstanden, darunter Advantica und Noble Denton aus Großbritannien. Weil die Förderung von Öl- und Gasvorkommen angesichts knapper werdender Ressourcen immer anspruchsvoller wird, sind spezielle Ingenieursdienstleistungen hier besonders gefragt. So kommt es bei der Offshore-Förderung von Öl- und Gas darauf an, zum Schutz von Lebewesen und Umwelt hohe Sicherheitsanforderungen zu gewährleisten. Produktion und Transport über schwimmende Einheiten (FPSO) oder Pipelines sind ein weiteres wichtiges Arbeitsfeld für die GL-Techniker, die sich von der Planung über den Bau und den Betrieb bis zur Demontage um die Integrität der Anlagen kümmern. Daneben engagieren sich die Mitarbeiter von GL Noble Denton bei Softwareentwicklung, Produkt- und Prozesszertifizierung und in der Werkstoffprüfung.

### Erneuerbare Energien
Im Segment der technischen Dienstleistungen und Beratungsdienstleistungen für erneuerbare Energien galt der GL-Geschäftsbereich mit 750 Experten in über 40 Niederlassungen als führend. Er bündelte die ursprünglichen Aktivitäten des GL mit denen der übernommenen Unternehmen Hélimax (2007, Kanada), Windtest (2008, Deutschland) und Garrad Hassan (2009, Großbritannien). Das Unternehmen unterstützte Projektinitiatoren bei der Auswahl geeigneter Standorte, Hersteller und Zulieferer bei Konstruktion und Produktion und Energieversorgungsunternehmen bei der Planung, der Errichtung und dem Betrieb von Windenergieanlagen. Dazu zählten auch die Entwicklung spezieller Software und Schulungstätigkeiten. In jüngster Zeit geriet die technisch anspruchsvolle Installation von Offshore-Windenergieanlagen zunehmend in den Fokus, wo GL Garrad Hassan eigenes Know-how mit der maritimen Expertise der GL-Gruppe verknüpfen konnte. Ein weiteres Thema war die Gewinnung von Energie durch Gezeiten- oder Wellenkraftwerke. Hier war GL Garrad Hassan bereits an mehr als 60 Projekten beteiligt. Auf dem Feld Sonnenenergie engagierte sich GL Garrad Hassan unter anderem beim Solarprojekt Desertec. Organisatorisch vollständig getrennt arbeitete das Tochterunternehmen Renewables Certification als unabhängige Zertifizierungsstelle für Bauteile und Anlagen im Segment erneuerbare Energien. Deren Übereinstimmung mit internationalen Standards wurde auf Basis intensiver Tests und Untersuchungen gewährleistet.

## Geschichte

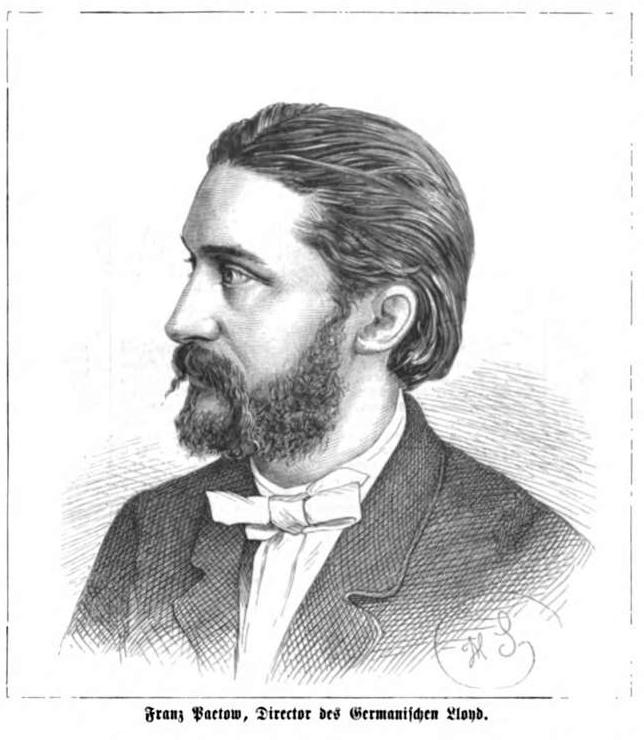
Franz Paetow, erster Direktor des Germanischen Lloyd. Grafik von Hermann Scherenberg

Am 23. Juni 1862 wurde in Hamburg auf Initiative verschiedener Reeder ein Komitee gebildet, das über Fragen der Schiffsklassifikation beraten sollte. Mitglieder dieses Komitees waren folgende Reedereien:
- J.C. Godeffroy & Sohn
- A.J. Schön & Co.
- A.J. Hertz & Söhne
- R.M. Sloman

Bei einer der Sitzungen erschien erstmals der Name Germanischer Lloyd, vermutlich in Anlehnung an das früher gegründete Lloyd’s Register of Shipping in London. Als erfolgreicher Streiter für eine unabhängige Klassifizierung der Schiffe trat Friedrich Schüler hervor. Er war Schiffbaumeister bei Nüscke & Co. in Grabow bei Stettin und sollte später eine bedeutende Rolle für den Germanischen Lloyd als Technischer Direktor spielen. Daneben war das Wirken von Franz Paetow, Vizekonsul in Rostock, entscheidend. Seiner Tätigkeit ist es zu verdanken, dass die Gesellschaft in verhältnismäßig kurzer Zeit eine große Ausdehnung erlangte und sich ein allgemeines Vertrauen erwarb. Von ihm ging schon 1863 der Ruf aus, ein deutsches Klassifikationsinstitut zu begründen, um die bisherige französische Dominanz auf diesem Gebiet abzuschütteln. 1864 entwickelte er in der Broschüre Die Klassificirung von Schiffen, ein Beitrag zum Programm eines deutschen Lloyd zur Klassificirung von Schiffen die dabei zu beachtenden Grundsätze. Er warb auch in den Niederlanden und Belgien für die Idee. Anfang 1867 erfolgte eine öffentliche Ankündigung der Gründerversammlung des Germanischen Lloyd. Sie wurde zum 16. März 1867 um 14 Uhr in den großen Saal der Börsenhalle in Hamburg einberufen. Gegründet wurde der Germanische Lloyd am 16. März 1867 in Hamburg als deutsche Klassifikationsgesellschaft, indem Herr Theodor August Behn als Vertreter des Gründungskomitees nach eindeutig mehrheitlicher Abstimmung der Gründerversammlung die Statuten unterzeichnete. Die Gründerversammlung wurde von fast 600 Personen besucht. Franz Paetow wurde ins Gründungskomitee gewählt, wo er an den Vorarbeiten mitwirkte. Im Frühling 1868 wurde er vom Verwaltungsrat zum Direktor der neuen Gesellschaft berufen.
Schon im Gründerjahr wurden die ersten Bauvorschriften veröffentlicht, die sich wesentlich von den vorherigen unterschieden. Bisher wurde in Tonnengehalt gemessen; die Messungen des Germanischen Lloyd basierten jedoch auf Länge, Breite und Höhe des Schiffes.

Logo des Germanischen Lloyds

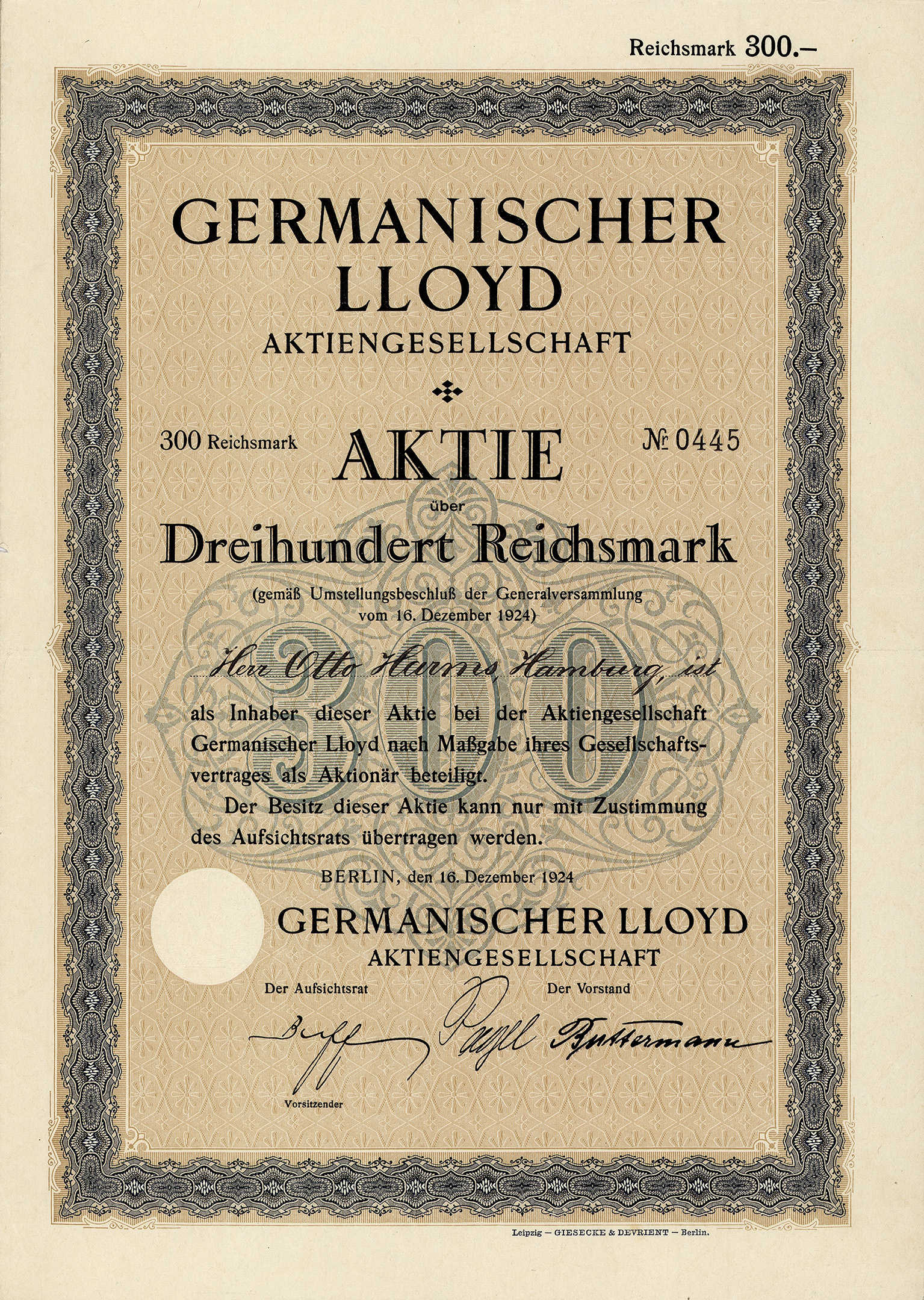
Aktie über 300 RM der Germanischen Lloyd AG vom 16. Dezember 1924

1868 wurde das erste Schiffsregister des Germanischen Lloyd veröffentlicht, das 273 Schiffe umfasste. Nur zwei Jahre später kam das zweite Register mit 735 Schiffen heraus. Aufgrund des schnellen Wachstums war der Germanische Lloyd schon zwei Jahre nach der Gründung in dreizehn deutschen Städten und in über sechzig wichtigen ausländischen Häfen vertreten. 1872, als der Hauptsitz nach Berlin verlegt wurde, umfasste das Register schon 1870 Schiffe, im Jahr 1878 waren es 2353, wovon etwa ein Drittel unter ausländischer Flagge fuhr.
1889 wurde die Genossenschaft in eine Aktiengesellschaft umgewandelt, da die ursprüngliche Gesellschaftsform sich offenbar nicht zu bewähren schien, und Friedrich Ludwig Middendorf wurde 1890 ihr Technischer Direktor. Da die damalige Reichsregierung aber eine schlagkräftige Institution für diese Aufgaben benötigte, wurde auf Wunsch des Reichsamts des Innern die Genossenschaft in eine Aktiengesellschaft mit gemeinnützigen Charakter umgewandelt. Wegen seiner Bedeutung für die deutsche Seeschifffahrt wies der Reichskanzler Bismarck am 17. Januar 1890 erstmals die kaiserlichen Konsulate in den ausländischen Häfen an, die Tätigkeit des Germanischen Lloyd zu unterstützen. Der letzte derartige Erlass wurde vom Auswärtigen Amt an die diplomatischen und konsularischen Vertretungen der Bundesrepublik Deutschland am 8. April 1969 herausgegeben.
1891 nahm man die Bestimmungen für die Klassifikation und die Besichtigungen von Schiffen und deren Antriebsanlagen auf. Das Register und die Vorschriften wurden ständig überarbeitet, um sie immer auf dem neusten Stand der Technik zu halten. Nachdem 1887 die See-Berufsgenossenschaft (im Folgenden See-BG genannt) gegründet wurde, deren Aufgabe es war, Unfallverhütungsvorschriften zu erlassen und deren Einhaltung zu überprüfen, wurde im November 1894 ein Vertrag zwischen der See-BG und dem Germanischen Lloyd abgeschlossen. Der Germanische Lloyd sollte in Zukunft als technischer Berater zur Verfügung stehen. Dieser Vertrag galt zum größten Teil bis in die 2000er Jahre.
Die Entwicklung in der Schifffahrt kam schnell voran, und der Germanische Lloyd wuchs stetig. 1914 waren bereits 10 Prozent der Welthandelsflotte bei ihm klassifiziert. Dann kam der Erste Weltkrieg, der dem Germanischen Lloyd große Verluste in der Schiffsklassifikation einbrachte. Viele ausländische Schiffe wechselten die Klasse, da die Hauptverwaltung von der internationalen Schifffahrt abgeschottet war.
Die Regeneration lief langsam an, 1920 konnte das erste Register nach dem Ersten Weltkrieg herausgebracht werden. Danach konnten die internationalen Beziehungen aufgefrischt bzw. erneuert werden, was unter anderem dadurch zum Ausdruck kam, dass die See-BG und der Germanische Lloyd an den Vorbereitungen für die internationale Freibord-Konferenz mitwirkten.
Der Zweite Weltkrieg versetzte dem Germanischen Lloyd einen noch härteren Schlag als der erste. Viele Verwaltungsgebäude und Büros wurden zerstört, so dass der Lloyd seinen Aufgaben nicht mehr nachkommen konnte. Als kurz vor der Auflösung Proteste von einflussreichen Kräften aus Schifffahrt und Versicherungswesen kamen, wurde ein Zentralbüro in Hamburg eröffnet, so dass die Gesellschaft sich wieder um die Klassifikationsangelegenheiten kümmern konnte. Auf Grund des Wiederaufbaus der Flotten der deutschen Reeder in den 1950er Jahren konnte sich der Germanische Lloyd erholen und die unterbrochenen ausländischen Beziehungen wieder aufnehmen.
Nun beschäftigte er sich, wie eingangs erwähnt, hauptsächlich mit der Überwachung von Neubauten. Es war ihm möglich, eine gute Basis für die kommende Vergrößerung der AG zu schaffen, was auf Grund der starken Vergrößerung der Welthandelsflotte in den 1960er Jahren letztendlich auch nicht ausblieb. Es folgte eine Ausweitung der Aktivitäten, wie zum Beispiel meerestechnische Bauwerke und Offshore-Geräte, aber auch Anlagenbau. Außerdem wurden weitere große technische Fortschritte in der nun internationalen Organisation erreicht. Sogar die Bundesregierung bediente sich zu ihrer Beratung und teilweise ebenfalls zu ihrer Vertretung in den Arbeitsgruppen der Internationalen Seeschifffahrts-Organisation (IMO) der Mitarbeiter und damit unmittelbar der technischen Kapazität des Germanischen Lloyd. Der Germanische Lloyd war dadurch eng in die Entwicklung internationaler Schiffssicherheitsvorschriften eingebunden. Im Zuge der internationalen Wiedereingliederung stieg der Anteil der ausländischen Flagge Ende der 1970er Jahre auf über 50 Prozent. Aufgrund des Fortschritts in der Schiffstechnik war es nötig, wissenschaftliche Berechnungsmethoden zu entwickeln, was der Germanische Lloyd in seinem Haus konsequent durchführte. Forschungsarbeiten wurden auch auf maschinentechnischem Gebiet ausgeführt.

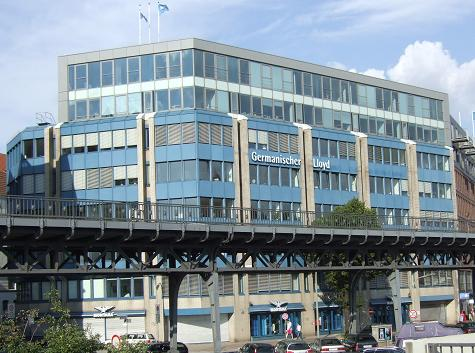
Früherer Sitz des Germanischen Lloyd, Hauptgebäude, Hamburg, Vorsetzen 35

1977 erfolgte ein weiterer Ausbau des Tätigkeitsbereiches mit dem Gebiet Wasserbau (z. B. der Bau von Schleusen) und durch den Einstieg in die Windenergie. Durch die Schiffbaukrise in den 1980er Jahren wurde der Germanische Lloyd hart getroffen, so dass 1987 ein Rückgang von 50 Prozent gegenüber 1985 zu verzeichnen war. Die Erholung setzte rasch wieder ein, was der breiten Diversifikation zu verdanken war. In den folgenden Jahren war ein stetiges Umsatzwachstum zu verzeichnen. Im Jahr 1999 gab es einen Einbruch in der Statistik des Wachstums, was vor allem auf die Asienkrise, der Krise in Russland sowie der Schwäche im Wirtschaftswachstum in Europa zurückzuführen war.
Jede Sparte der Schifffahrt befand sich Mitte 2004 in der Rezession, was einige Verschiebungen und Stornierungen von Neubauten zur Folge hatte. Trotzdem war der Germanische Lloyd nach Anzahl der klassifizierten Schiffe die viertgrößte Klassifikationsgesellschaft der Welt, 28 Prozent der Weltcontainerschiffstonnage fuhr mit der Klasse des Germanischen Lloyd, und er hatte die Aufsicht über mehr als 50 Prozent der Containerschiffsneubauten Anfang der 2000er Jahre. Ende Oktober 2005 betrug die Anzahl der Neubauten und der fahrenden Flotte 5800 Schiffe mit 54,3 Mio. BRZ (Bruttoraumzahl).
Auch die Mitarbeiterzahlen waren stetig gestiegen, was ebenso eine Konsequenz des Erfolgs dieser Klassifikationsgesellschaft war. Insgesamt waren über 3200 Mitarbeiter in 191 Stationen in 78 Ländern auf der ganzen Welt tätig. Unter ihnen waren mehr als 1700 Ingenieure unterschiedlichster Disziplinen (Stand September 2006).

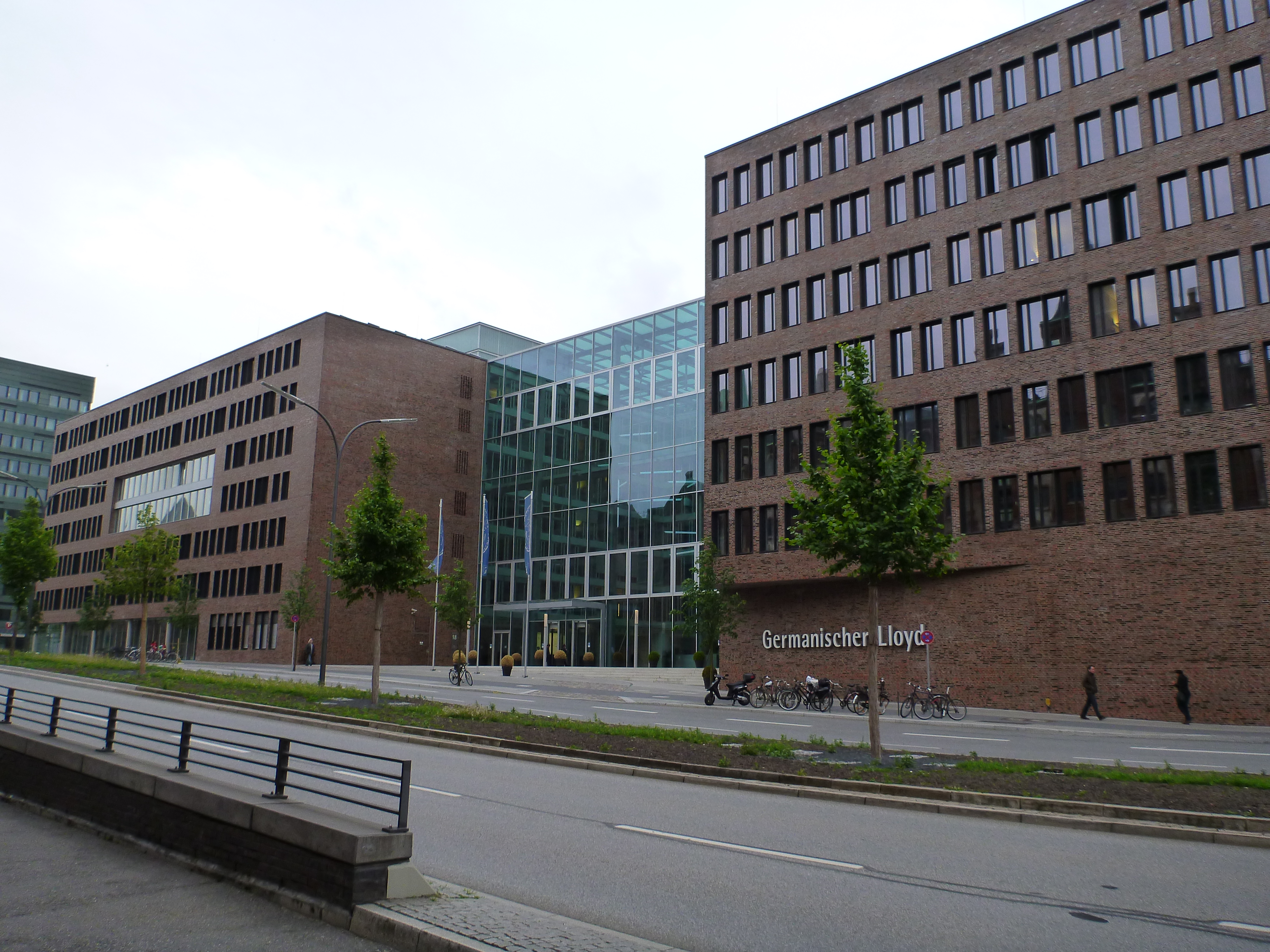
Letzter Sitz des Germanischen Lloyd, Hauptgebäude am Brooktorkai 18 in der Hamburger HafenCity

Im Dezember 2006 unterbreitete der Konkurrent Bureau Veritas ein feindliches Übernahmeangebot, das durch die von der Geschäftsleitung und der Belegschaft unterstütztes Kaufangebot des ehemaligen Kaffeeindustriellen Günter Herz überboten wurde, der am 15. Dezember 2006 über 90 Prozent der Aktien übernahm.
In der Folge wurden unter anderem die britischen Beratungsunternehmen Advantica (2007), Noble Denton (2009) und Garrad Hassan (2009) übernommen. Ab Februar 2010 befand sich der Germanische Lloyd im neuen GL-Hauptgebäude in der HafenCity (Brooktorkai 18, 20457 Hamburg).
Im Dezember 2012 wurde bekannt gegeben, dass der Germanische Lloyd eine Fusion mit Det Norske Veritas (DNV), einem seiner vorherigen Konkurrenten auf dem Gebiet der Schiffsklassifikation, anstrebe. Der neue Konzern hieß DNV GL Group. Die in Norwegen ansässige DNV-Stiftung hielt 63,5 % der Anteile an der DNV GL Group, die Investmentgesellschaft Mayfair um Günter Herz 36,5 %. Zum 12. September 2013 wurde die Fusion des Germanischen Lloyd mit Det Norske Veritas wirksam.

Nach der Übernahme des 36,5-%-Anteils von der Herz-Holding Mayfair im Dezember 2017 besaß die unabhängige Det Norske Veritas Foundation nun alle Anteile an DNV GL. Am 12. Januar 2021 wurde bekanntgegeben, dass der Unternehmensname zum 1. März 2021 auf „DNV“ reduziert wird, da der Name „DNV GL“ für die Kunden nicht einprägsam gewesen sei.

## Die Klassenangabe des Germanischen Lloyd
Die für die internationale Anerkennung einer Klassifikationsgesellschaft besonders wichtige Aufführung der Klassenzeichen in der Classification Clause des Institute of London Underwriters erfolgte erneut am 1. April 1952. Für die Anerkennung ist die Führung eines Schiffsregisters eine wesentliche Voraussetzung. Das Schiffsregister stellt eine Dokumentation über den jeweiligen Zustand der Schiffe dar, die beim Germanischen Lloyd klassifiziert sind. Nachdem ein Seeschiff durch den Germanischen Lloyd klassifiziert worden ist, wird ein Zertifikat ausgestellt (Certificate of Classification), das sich auf den Schiffskörper bezieht, es kann auch die Maschinenanlage und die elektrischen Einrichtungen an Bord einbeziehen. Im Folgenden ist ein vollständiges Beispiel einer Klassenangabe aufgeführt:
|          | Klassenzeichen | Zusatz            |
| -------- | -------------- | ----------------- |
| Schiff   | + 100 A 5      | E1 Container Ship |
| Maschine | + MC           | E1 AUT            |

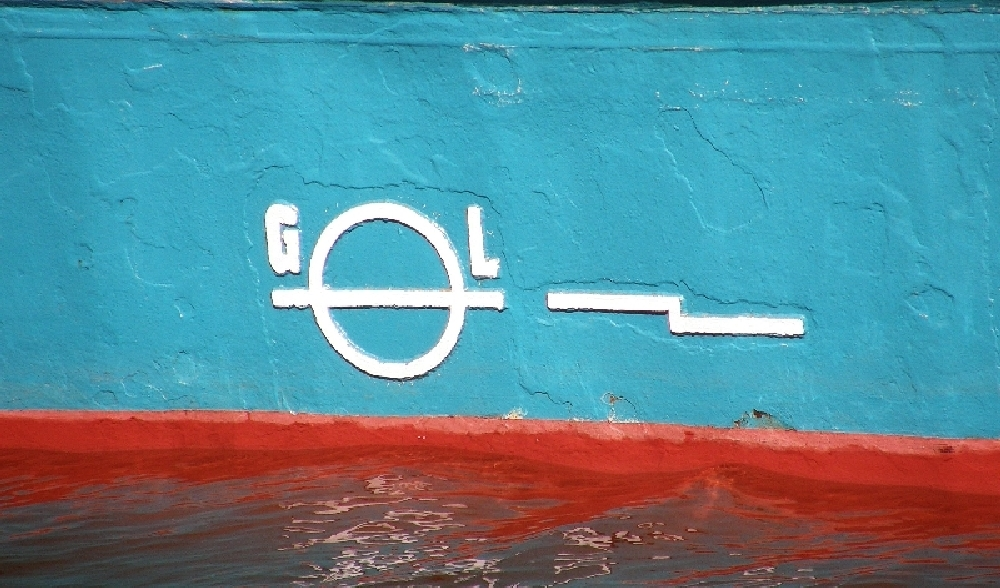
Freibordmarke

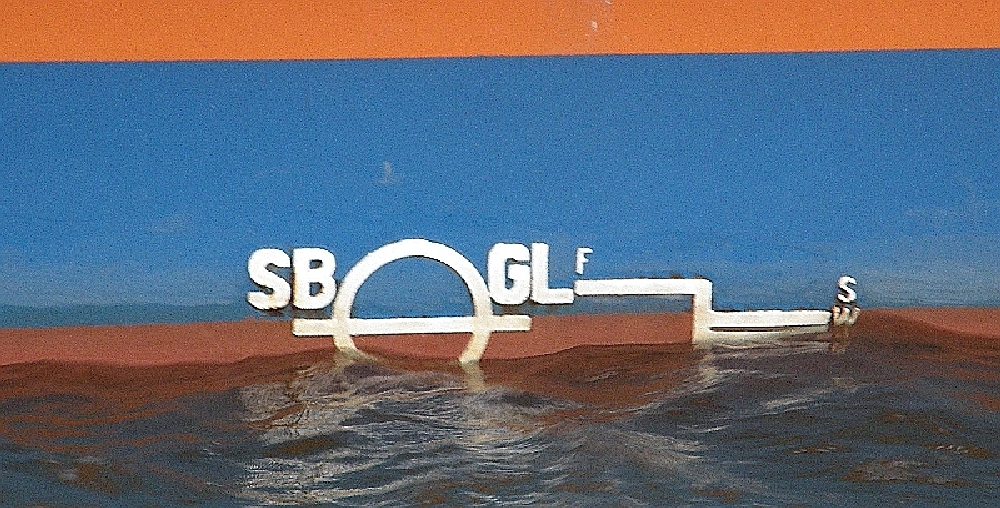
Freibordmarke

Die Zeichen sind folgendermaßen zu deuten:
- + (Hanseatenkreuz[8]) Der Schiffskörper, die Maschine und eventuelle Sondereinrichtungen wurden unter der Aufsicht und nach den Vorschriften des Germanischen Lloyd gebaut. Alle Werkstoffe und Bauteile wurden von ihm überprüft. Ist über dem Zeichen ein Punkt vorhanden, so bedeutet es, dass alle Teile unter Aufsicht einer anderen Klassifikationsgesellschaft gebaut wurden und später vom Germanischen Lloyd (übernommen) klassifiziert worden sind.

- 100 A 5: Die Zahl 100 drückt aus, dass dieser Schiffskörper zu 100 Prozent den Forderungen der Bauvorschriften entspricht.
- Der Buchstabe steht für das Baumaterial (hier: Stahl).
- Durch die Zahl 5 wird die Dauer der Klassenperiode festgehalten, das heißt, dass die Klasse des Schiffes 5 Jahre gültig ist.
- MC bezieht sich auf die Maschinenanlage und sonstige Einrichtungen. Sie entsprechen ebenfalls den Vorschriften des Germanischen Lloyd.
- E1 besagt, dass dieses Schiff eistauglich ist. Für die Eisklasse verwendet der GL eine Skala von E bis E4, wobei E4 die höchste Einstufung ist sowie ARC1 bis ARC4 für Eisbrecher und eisbrechende Frachtschiffe.
- Der Zusatz Container Ship weist darauf hin, dass das Schiff über entsprechende Einrichtungen verfügt.
- AUT diese Abkürzung gibt Auskunft darüber, dass die Maschine automatisiert ist und 24 Stunden ohne Aufsicht laufen darf.

Die Klasse wird nun so lange erhalten, wie die Schiffe regelmäßigen Besichtigungen unterzogen werden und eventuelle Reparaturen bzw. Verbesserungen nach Zufriedenheit des Germanischen Lloyd ausgeführt werden.
Sollte es zu Vorfällen kommen, durch die das Schiff Schaden erleidet, muss im nächsten Hafen eine Besichtigung durchgeführt werden. Falls die entsprechenden Teile nicht mehr die Bedingungen der Klasse erfüllen, verfällt diese, wenn nicht unmittelbar Reparaturen vorgenommen werden. Dies könnte schwerwiegende Folgen haben, da möglicherweise der Versicherungsschutz entfällt bzw. höhere Prämien fällig werden. Des Weiteren wäre wahrscheinlich mit einem Imageverlust zu rechnen.

### Zeitgenössische Zeitungsmeldungen
- Anzeige des Germanischer Lloyd. In: Börsenhalle Hamburgische Abend-Zeitung. 17. Juli 1867, nachmittag, S. [4], (u. Namen des Verwaltungsrates, Digitalisat)
- Germanischer Lloyd. In: Börsenhalle Hamburgische Abend-Zeitung. 13. Juli 1867, nachmittag, S. 2 (Sitzungsbericht, u. a. Festlegung der Klassen; Digitalisat)
- Germanischer Lloyd. In: Börsenhalle Hamburgische Abend-Zeitung. 3. Mai 1867, nachmittag, S. 2 (Digitalisat)
- Hamburg, den 18. März In: Börsenhalle Hamburgische Abend-Zeitung. 18. März 1867, nachmittag, S. [4] (Ergebnis der Wahlen, Digitalisat)
- Hamburg, den 16. März In: Börsenhalle Hamburgische Abend-Zeitung. 16. März 1867, Abend-Ausgabe, S. [6] (Ausführlicher Bericht über die Gründungsversammlung, Digitalisat)
- Germanischer Lloyd. In: Börsenhalle Hamburgische Abend-Zeitung. 15. März 1867, nachmittag, S. 2 (Digitalisat, Einladung zur Versammlung)